# Autorun
S'anomena autorun (també anomenat en CamelCase AutoRun o AutoPlay) a l'habilitat d'alguns sistemes operatius perquè es dugui a terme una acció a l'inserir un dispositiu amobible tal com un CD, DVD o Memòria Flash.

## Estructura general
Per a habilitar una acció automàtica s'ha d'escriure un fitxer anomenat "autorun.inf" i s'ha de desar al directori principal del disc o dispositiu de memòria flash.
```
[Autorun]
Open=Nom.extensió
Label=Etiqueta_Unitat
Icon=nomicona.ico
```